# Schlotmühle
Schlotmühle ist ein Gemeindeteil der Gemeinde Plankenfels im Landkreis Bayreuth (Oberfranken, Bayern). Schlotmühle liegt in der Gemarkung Plankenfels.

## Geografie
Die Einöde Schlotmühle liegt im zentralen Teil der Fränkischen Schweiz und 200 Meter nordwestlich des Unterlaufs der Truppach, die zum Flusssystem der Wiesent gehört. Die Nachbarorte sind Plankenstein und Altneuwirthshaus im Nordwesten, Eichenmühle und Kaupersberg im Südwesten und Plankenfels im Westen. Die Einöde ist von dem einen halben Kilometer entfernten Plankenfels aus über die Staatsstraßen St 2191 und St 2186 erreichbar.

## Geschichte
1653 wurde ein „Groser Hof“ auf dem Feld „vfm kleinen“ bzw. „grosen Schlot“ erwähnt. Der ursprüngliche Flurname leitet sich von „slāde“ (mhd. für Schlucht) ab. Das Grundwort Mühle taucht erstmals in einem Grundsteuerkataster von 1853 auf und scheint durch einen ortsunkundigen Katasterbeamten hinzugefügt worden zu sein.
Schlotmühle ist seit der mit dem bayerischen Gemeindeedikt von 1818 erfolgten Gemeindegründung ein Gemeindeteil der Gemeinde Plankenfels. Vor den infolge der Gebietsreform in Bayern erfolgten Eingemeindungen hatte die zum Landkreis Ebermannstadt gehörende Gemeinde Plankenfels 1961 insgesamt 892 Einwohner, davon einen in Schlotmühle, das damals ein Wohngebäude hatte.